# Ezra Walian
Ezra Walian (Amsterdam, 16 april 1997) is een Indonesisch-Nederlands profvoetballer die bij voorkeur als aanvaller speelt. In 2021 verruilde hij PSM Makassar voor Persib Bandung. Walian kwam eenmaal uit voor het Indonesisch voetbalelftal.

## Clubcarrière

### AFC Ajax
Walian is afkomstig uit de jeugdopleiding van AZ, op zijn 14e vertrok hij naar Ajax. Met het JO19-team van Ajax werd hij tussen 2014 en 2016 driemaal kampioen van de A-Junioren Eredivisie. Hij tekende zijn eerste contract in december 2013 wat hem tot 30 juni 2017 aan de club verbond.
Op 26 september 2016 maakte Walian zijn professionele debuut bij Jong Ajax in de Eerste Divisie. In de thuiswedstrijd die met 7-0 werd gewonnen van FC Oss verving hij na 75 minuten Pelle Clement.
Op 29 april 2017 werd bekend gemaakt dat Ajax zijn aflopende contract niet zou verlengen.

### Almere City en RKC Waalwijk
Eind augustus 2017 verbond hij zich voor twee seizoenen aan Almere City. In het seizoen 2018/19 werd hij verhuurd aan RKC Waalwijk waarmee hij naar de Eredivisie promoveerde.

### PSM Makassar
In september 2019 ging Walian in Indonesië voor PSM Makassar spelen.

## Interlandcarrière
Walian speelde jeugdinterlands voor Nederland. Op 20 maart 2017 verkreeg hij een Indonesisch paspoort en hij debuteerde op 21 maart 2017 voor het Indonesisch voetbalelftal in een vriendschappelijke wedstrijd tegen Myanmar als invaller na 45 minuten voor Ahmad Nur Hardianto. Met Indonesië onder 23 neemt hij in augustus 2017 deel aan de Zuidoost-Aziatische Spelen.
| Interland(s) van Ezra Walian voor Indonesië | Interland(s) van Ezra Walian voor Indonesië | Interland(s) van Ezra Walian voor Indonesië | Interland(s) van Ezra Walian voor Indonesië | Interland(s) van Ezra Walian voor Indonesië | Interland(s) van Ezra Walian voor Indonesië |
| №                                           | Datum                                       | Wedstrijd                                   | Uitslag                                     | Type                                        | Doelpunten                                  |
| Als speler bij Jong Ajax                    | Als speler bij Jong Ajax                    | Als speler bij Jong Ajax                    | Als speler bij Jong Ajax                    | Als speler bij Jong Ajax                    | Als speler bij Jong Ajax                    |
| ------------------------------------------- | ------------------------------------------- | ------------------------------------------- | ------------------------------------------- | ------------------------------------------- | ------------------------------------------- |
| 1.                                          | 21 november 2010                            | Indonesië – Myanmar                         | 1 – 3                                       | Vriendschappelijk                           |                                             |